# Settimana santa di San Cristóbal de La Laguna

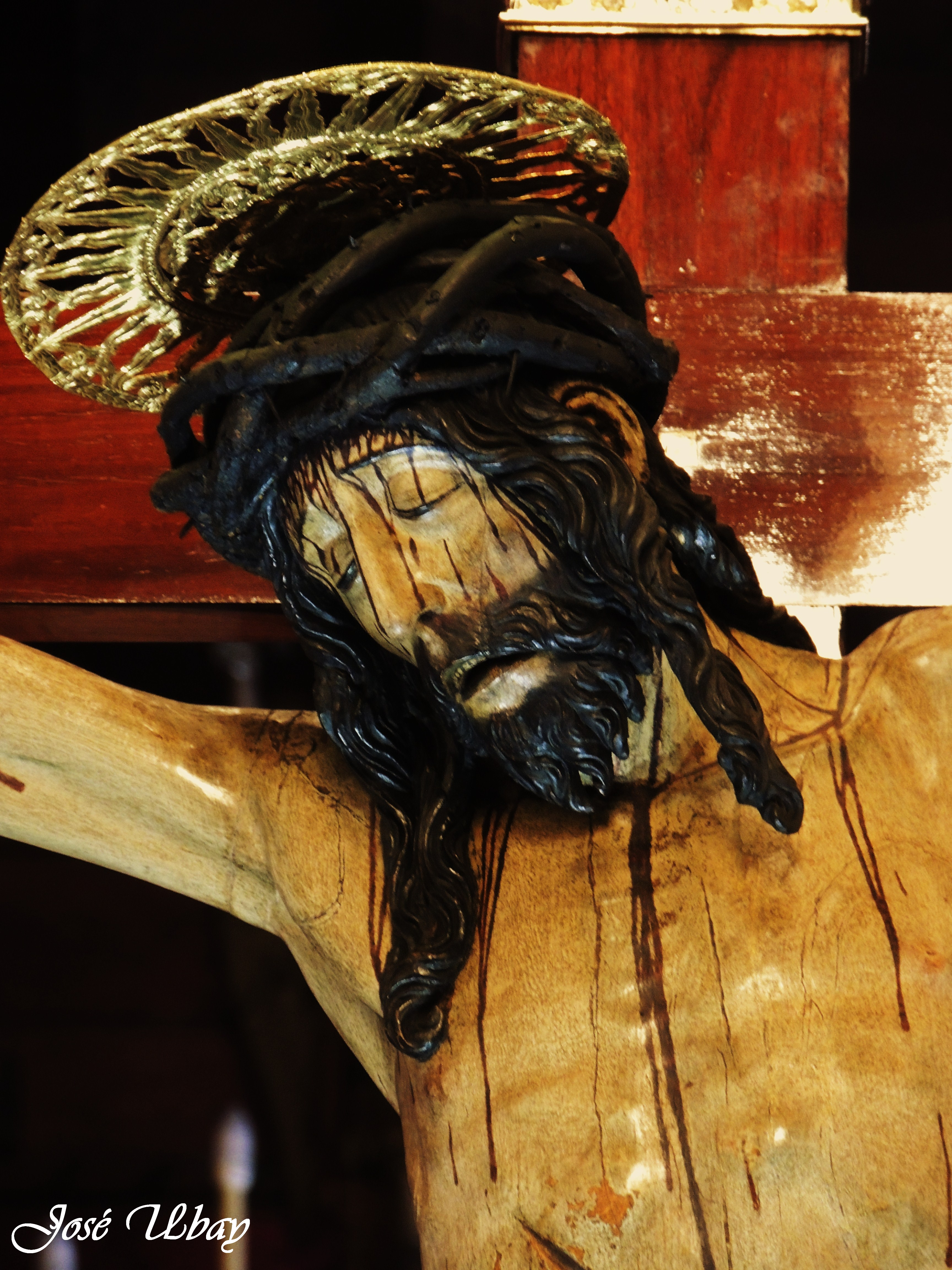
Cristo de La Laguna, l'immagine più famosa nella settimana santa di La Laguna.

La settimana santa di San Cristóbal de La Laguna è un evento tradizionale che si ripete da secoli durante la settimana che precede la Pasqua nel centro storico di San Cristóbal de La Laguna, comune dell'isola di Tenerife, Spagna. Durante le celebrazioni vengono portati per le strade della città statue, paramenti e oggetti di oreficeria di grande valore storico e artistico. È considerata la settimana santa più importante delle isole Canarie.

## Storia
La celebrazione della settimana santa è probabilmente iniziata con la conquista spagnola e il suo svolgimento sistematico è attestato fin dal secondo decennio del XVI secolo. È la più antica tra le manifestazioni analoghe che si svolgono nell'arcipelago.
La informazioni bibliografiche e documentali  confermano l'antichità della Confraternita del Sangue, la cui processione del Giovedì Santo risalirebbe alla fine del XVI secolo.
Poiché la città non aveva un seggio episcopale fino al XIX secolo, le processioni erano limitate alle aree parrocchiali a cui appartenevano. Successivamente la cattedrale fu inclusa nelle processioni , le quali furono estese anche fuori dei confini parrocchiali. Tutte le confraternite a La Laguna osservano un periodo di penitenza nella Cattedrale durante la Settimana Santa.
La ricostituzione della Diocesi di San Cristóbal de La Laguna nel 1877 e la ricostruzione della Cattedrale di Nostra Signora dei Rimedi nel 1913, segnano una rinascita della vita delle confraternite della città, il cui ruolo è stato essenziale per la configurazione della Settimana Santa come si celebra oggi, con l'istituzione della Processione Magna nel 1927, la Processione della mattina presto nel 1933 o il primo pregón della Settimana Santa nel 1949.
Nel 1953 è stata fondata la Junta de Hermandades y Cofradías de La Laguna (Consiglio delle confraternite di Laguna), che si compone di 26 confraternite, con l'obiettivo non solo di coordinare le attività della Settimana Santa, ma anche di organizzare altre feste assieme all'amministrazione diocesana. Un altro compito del Consiglio è quello di difendere pubblicamente gli interessi delle fraternità.
La settimana santa di San Cristóbal de La Laguna è stata candidata dalla giunta comunale, dalla diocesi e dall'associazione tra le confraternite dell'isola per il riconoscimento come evento di  interesse turistico nazionale.

## Confraternite di La Laguna

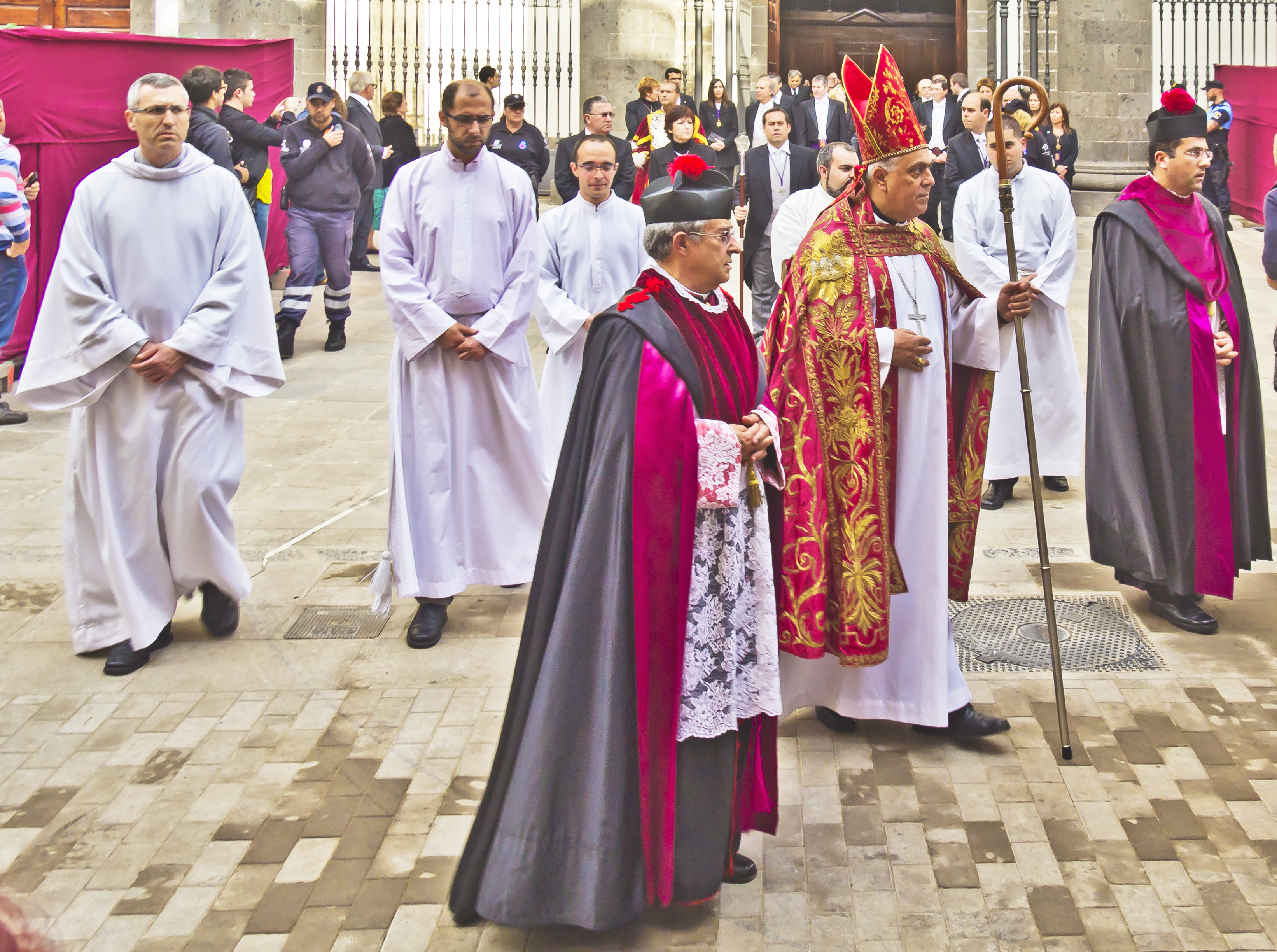
Bernardo Álvarez Afonso, vescovo di San Cristóbal de La Laguna, durante le celebrazioni del 2014.

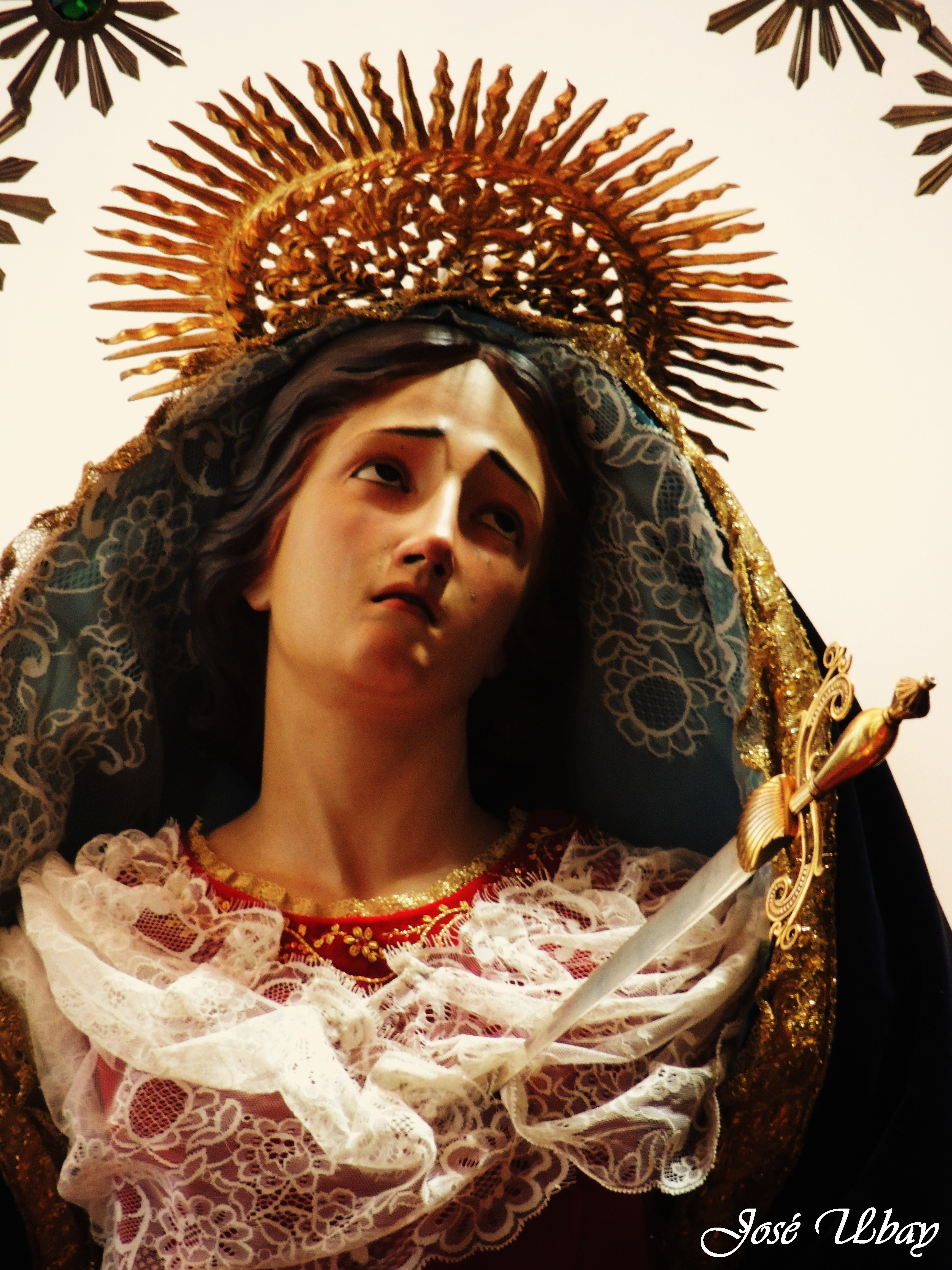
Maria Addolorata, si trova nella chiesa della Concezione.

- Cofradía del Santísimo Cristo de Burgos y de Nuestra Señora de la Cinta
- Cofradía del Santísimo Cristo del Rescate y Nuestra Señora de los Dolores
- Cofradía de la Entrada de Jesús en Jerusalén
- Real Hermandad y Cofradía de Nuestro Padre Jesús de la Sentencia y María Santísima de la Amargura
- Cofradía del Cristo de las Caídas
- Hermandad del Cristo del Amor Misericordioso y Servidores del Templo
- Venerable Orden Tercera Franciscana y Hermandad Franciscana de la Oración en el Huerto
- Cofradía de las Insignias de la Pasión del Señor y la Soledad de María Santísima
- Real, Muy Ilustre y Capitular Cofradía de la Flagelación de Nuestro Señor Jesucristo, Nuestra Señora de las Angustias y Santísimo Cristo de los Remedios
- Hermandad del Santísimo de la Iglesia de la Concepción
- Cofradía de la Verónica y la Santa Faz
- Cofradía de Nuestro Padre Jesús Nazareno y Nuestra Señora de la Soledad
- Muy Antigua y Venerable Hermandad de la Sangre de Cristo y la Santa Cruz
- Hermandad del Santísimo de la Santa Iglesia Catedral de La Laguna y su Sección Penitencial
- Cofradía de la Misericordia
- Cofradía Penitencial de la Unción y Mortaja de Cristo
- Venerable Hermandad del Santísimo Rosario, Nuestra Señora de la Soledad y Santísimo Cristo Resucitado
- Venerable Hermandad Sacramental de San Lázaro y Cofradía Penitencial del Santísimo Cristo del Calvario y María Santísima de los Dolores
- Pontificia, Real y Venerable Esclavitud del Santísimo Cristo de La Laguna
- Cofradía de Nuestra Señora de la Piedad y del Lignum Crucis